# 橋爪文
橋爪 文（はしづめ ぶん、1931年1月5日 - ）は、日本の詩人。広島生まれ。14歳のときに広島市への原子爆弾投下により被爆。日本ペンクラブ、日本詩人クラブに所属。

## 著作
- 『昆虫になった少年 : 詩集』教育報道社 1985
- 『乗り捨てられたブランコのように』沖積舎 1990
- Från Hiroshima : låt oss uppfostra till kärlek och uisdom  , Norrköpings Fredsförening 1998 （スウェーデン語）
- 『少女・十四歳の原爆体験記』高文研 2001、新版2011.12
- Le jour où le soleil est tombé -- : j'avais quatorze ans à Hiroshima  , traduction, Pierre Régnier Éd. du Cénacle de France 2007 （フランス語）
- 『フーモギの105日』かまくら春秋社出版事業部 2008
- 『地に還るもの天に昇るもの : 詩集』砂子屋書房 2009
- 『ヒロシマからの出発』トモコーポレーション 2014.7

## 楽曲
- 橋爪文詩、安達弘潮作曲『昆虫になった少年 : 女声合唱・児童合唱曲集』Zen-on Music Co. 1988
- 橋爪文作詩、萩原英彦『星の生まれる夜 : 混声合唱組曲』カワイ出版 1989
- 橋爪文作詩、中島はる作曲『永遠の青 : 女声合唱組曲』全音楽譜出版社, 1992
- 橋爪文作詩、平吉毅州作曲『少年の詩 : 女声合唱組曲』カワイ出版 1993.1
- 橋爪文詩、中村雪武曲『虹よ永遠に : 真実井房子原爆体験記より : メゾ・ソプラノと児童合唱のための組曲』シンキヨウ社 1994.11
- 小林秀雄 : 金子みすゞ・橋爪文詩『晩夏の光 : 女声合唱とピアノのための組曲』全音楽譜出版社 2004
- 橋爪文作詩、なかにしあかね作曲『風の吐息 : 混声合唱組曲』カワイ出版 2010.10
- 橋爪文作詩、なかにしあかね作曲『風の吐息 : 女声合唱組曲』カワイ出版 2012.11